# Ludvík Marek
Ludvík Marek (17. srpna 1891 Krokočín – 8. ledna 1938 Jihlava) byl československý politik a meziválečný poslanec Národního shromáždění za Republikánskou stranu zemědělského a malorolnického lidu (agrárníky).

## Biografie
Vystudoval na učitelském ústavě v Brně, pak působil jako učitel, mezitím složil maturitu a pokračoval na právnické fakultě. Po roce 1918 se stal předním agrárním aktivistou v okrese Velká Bíteš, později župním (krajským) tajemníkem strany v Jihlavě a roku 1925 zemským tajemníkem. Profesí byl dle údajů z roku 1935 majitelem hospodářství a předsedou župní domoviny domkářů a malorolníků v Jihlavě.
V parlamentních volbách v roce 1929 byl za Republikánskou stranu zemědělského a malorolnického lidu (agrárníky) zvolen do Národního shromáždění. Mandát pak obhájil v parlamentních volbách v roce 1935.
Zemřel v lednu 1938 v nemocnici v Jihlavě. Příčinou smrti byla trombóza femorální arterie. Po jeho smrti jej na poslaneckém postu vystřídal Josef Musil.